# Mutrécy
Mutrécy település Franciaországban, Calvados megyében. Lakosainak száma 578 fő (2022. január 1.). Mutrécy Amayé-sur-Orne, Boulon, Grimbosq, Maizet, Saint-Laurent-de-Condel és Laize-Clinchamps községekkel határos.

## Népesség
A település népességének változása:
| Lakosok száma | 189  | 216  | 219  | 318  | 366  | 361  | 359  | 470  | 506  | 578  |
|               | 1968 | 1982 | 1990 | 2006 | 2013 | 2015 | 2017 | 2019 | 2020 | 2022 |